# 竹内絢子 (子爵夫人)
竹内 絢子（たけのうち あやこ、1872年5月31日〈明治5年4月26日〉 - 1946年〈昭和21年〉7月26日）は、子爵・竹内惟忠の妻。久邇宮朝彦親王の五女。母は泉萬喜子。香淳皇后は姪、第125代天皇・明仁や常陸宮正仁親王は大甥にあたる。竹内惟忠に降嫁した。皇族時代の名と身位は絢子女王。

## 血縁

### 久邇宮家とその親族
- 父:久邇宮朝彦親王
- 母:泉萬喜子
  - 同母兄弟姉妹:栄子女王（子爵・東園基愛夫人）、安喜子女王（侯爵・池田詮政夫人）、第4王女：飛呂子女王、久邇宮邦彦王（第2代久邇宮 第125代天皇・明仁外祖父）、素子女王（子爵・仙石政敬夫人）、懐子女王、篶子女王（伯爵・壬生基義夫人）
  - 異母兄弟姉妹:智當宮、武智宮、賀陽宮邦憲王（初代賀陽宮）、多嘉王、暢王、梨本宮守正王（第3代梨本宮）、純子女王（子爵・織田秀實夫人）、東久邇宮稔彦王（初代東久邇宮）、朝香宮鳩彦王（初代朝香宮）

### 竹内家
『平成新修旧華族家系大成』下巻, pp. 37–38を参照。
- 夫：竹内惟忠
  - 長男：竹内惟治（子爵）
  - 次男：竹内惟斌（子爵）
  - 長女：長谷川千代子 - 長谷川久四郎室